# Santos Padilla Ferrer
Santos "San" Padilla Ferrer (26 de febrero de 1957 – 4 de agosto de 2007) fue un político portorriqueño, que fue alcalde de la ciudad Cabo Rojo.
Padilla fue miembro del Partido Nuevo Progresista de Puerto Rico (PNP). El partido y sus miembros apoyan la estadidad de Puerto Rico dentro de los Estados Unidos.
Se graduó de la Escuela Superior Luis Muñoz Marín en Cabo Rojo. Cursó una Licenciatura en Administración de Empresas en la Universidad de Puerto Rico en Mayagüez y títulos conducentes a una Maestría en Administración de Empresas en la Universidad Interamericana de Puerto Rico, Recinto de San Germán.
Padilla murió de un ataque al corazón el 4 de agosto de 2007 en Cabo Rojo. El Gobernador de Puerto Rico, Aníbal Acevedo Vilá, declaró tres días de luto nacional.